# 劉宗韓
劉宗韓，字重顯，順天固安（今河北省固安縣）趙家里人，清初官員。

## 生平
順治十二年（1655年）乙未科三甲第五名進士。初授撰文中書。升禮部精善司主事。順治十三年（1656年）江寧巡按御史。順治十六年（1659年），江南按察史卢慎言贪污案发，劉宗韓因曾“违例推荐”而被追究，判责四十板，抄没家产，流放宁古塔。